# 소베츠크 (툴라주)

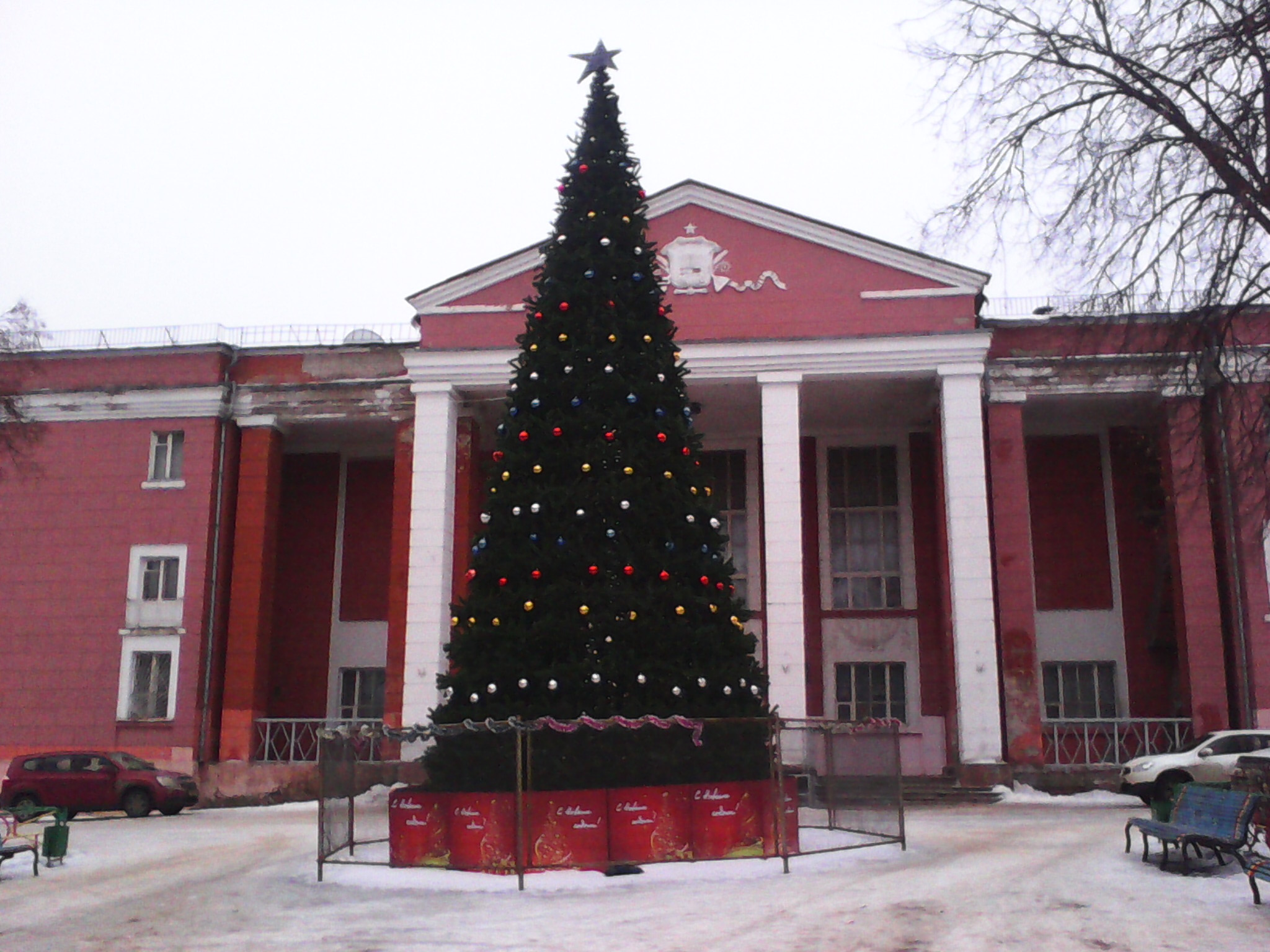

소베츠크(러시아어: Сове́тск)는 러시아 툴라주 중부에 위치한 도시로, 인구는 8,770명(2002년 기준)이다. 우파강과 접하며 툴라(툴라주의 주도)에서 남쪽으로 43 km 정도 떨어진 곳에 위치한다.
1950년 소베츠키(Сове́тский)라고 하는 도시형 촌락이 건설되었고 1954년 시로 승격되었다.